# Neuvilly-en-Argonne
Pour les articles homonymes, voir Neuvilly et Argonne.
Neuvilly-en-Argonne est une commune française située dans le département de la Meuse, en région Grand Est.

## Géographie

### Hydrographie
La commune est dans la région hydrographique « la Seine du confluent de l'Oise (inclus) à l'embouchure » au sein du bassin Seine-Normandie. Elle est drainée par l'Aire, le ruisseau des Bas-Bois, le ruisseau de Pairu, le ruisseau de Russe, le Fossé 01 de la commune de Neuville -en-Argonne, le ruisseau de Jolichamp, le ruisseau de Bataille, le Fossé de la Fontaine à la Pierre et divers autres petits cours d'eau,.
L'Aire, d'une longueur de 125 km, prend sa source dans la commune de Saint-Aubin-sur-Aire, à 324 m d'altitude, et se jette  dans l'Aisne, en rive droite à Senuc, à 104 m d'altitude, après avoir traversé 36 communes. 

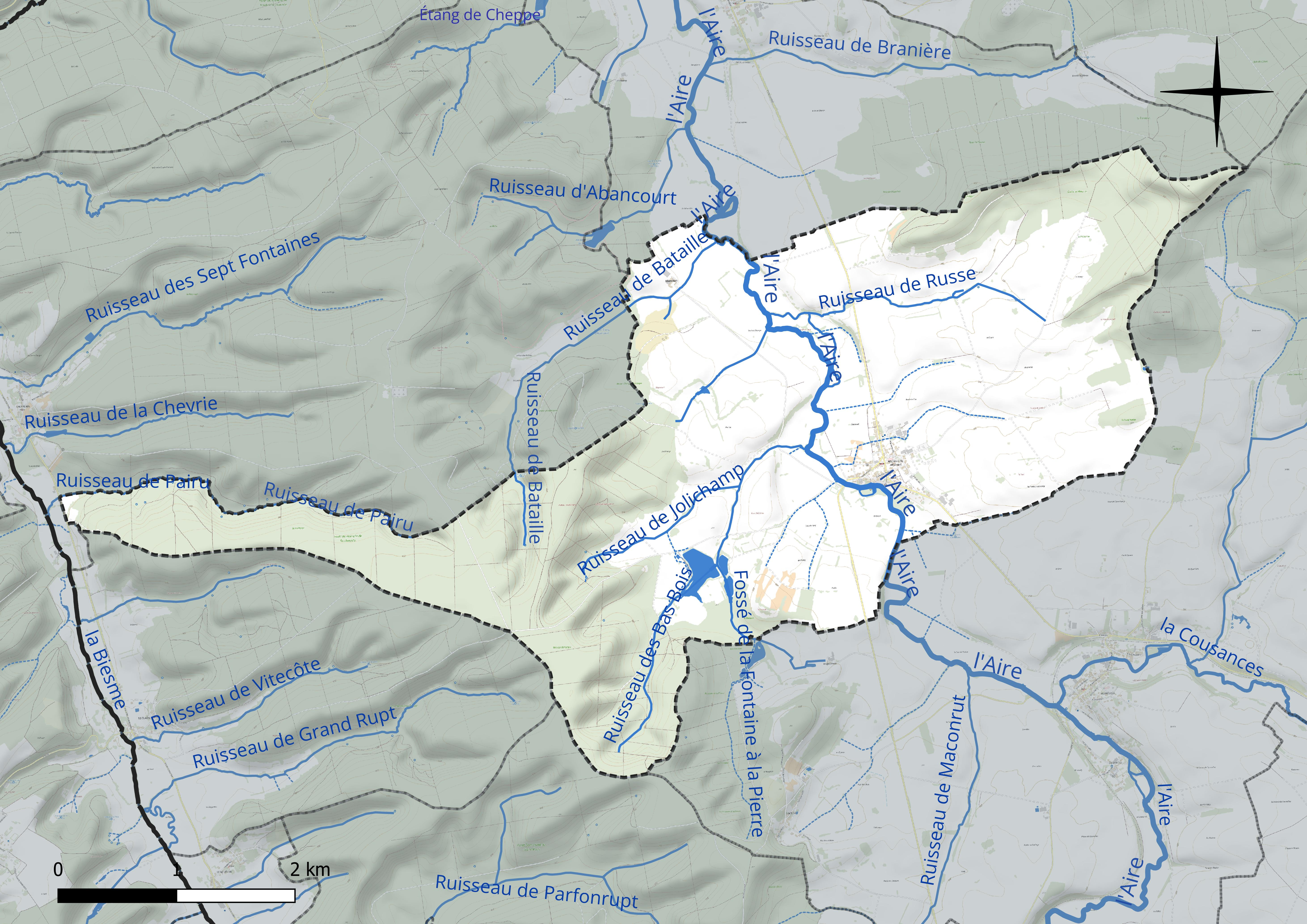
Réseau hydrographique de Neuvilly-en-Argonne.

Un plan d'eau complète le réseau hydrographique : l'étang des Bercettes (9,1 ha),.

### Climat
Pour des articles plus généraux, voir Climat du Grand Est et Climat de la Meuse.
En 2010, le climat de la commune est de type climat de montagne, selon une étude du Centre national de la recherche scientifique s'appuyant sur une série de données couvrant la période 1971-2000. En 2020, Météo-France publie une typologie des climats de la France métropolitaine dans laquelle la commune est exposée à un climat océanique altéré et est dans la région climatique  Lorraine, plateau de Langres, Morvan, caractérisée par un hiver rude (1,5 °C), des vents modérés et des brouillards fréquents en automne et hiver. 
Pour la période 1971-2000, la température annuelle moyenne est de 9,9 °C, avec une amplitude thermique annuelle de 15,9 °C. Le cumul annuel moyen de précipitations est de 922 mm, avec 13,9 jours de précipitations en janvier et 9,4 jours en juillet. Pour la période 1991-2020, la température moyenne annuelle observée sur la station météorologique de Météo-France la plus proche, « Aubréville_sapc », sur la commune d'Aubréville à 3 km à vol d'oiseau, est de 10,9 °C et le cumul annuel moyen de précipitations est de 854,3 mm. 
La température maximale relevée sur cette station est de 41,8 °C, atteinte le 25 juillet 2019 ; la température minimale est de −15,7 °C, atteinte le 20 décembre 2009,,. 
Les paramètres climatiques de la commune ont été estimés pour le milieu du siècle (2041-2070) selon différents scénarios d'émission de gaz à effet de serre à partir des nouvelles projections climatiques de référence DRIAS-2020. Ils sont consultables sur un site dédié publié par Météo-France en novembre 2022.

## Urbanisme

### Typologie
Au 1er janvier 2024, Neuvilly-en-Argonne est catégorisée commune rurale à habitat dispersé, selon la nouvelle grille communale de densité à sept niveaux définie par l'Insee en 2022.
Elle est située hors unité urbaine. Par ailleurs la commune fait partie de l'aire d'attraction de Verdun, dont elle est une commune de la couronne,. Cette aire, qui regroupe 103 communes, est catégorisée dans les aires de moins de 50 000 habitants,.

### Occupation des sols
L'occupation des sols de la commune, telle qu'elle ressort de la base de données européenne d’occupation biophysique des sols Corine Land Cover (CLC), est marquée par l'importance des territoires agricoles (58,9 % en 2018), une proportion sensiblement équivalente à celle de 1990 (59,5 %). La répartition détaillée en 2018 est la suivante : 
forêts (39,5 %), prairies (36,3 %), terres arables (18,4 %), zones agricoles hétérogènes (4,2 %), zones urbanisées (1,7 %). L'évolution de l’occupation des sols de la commune et de ses infrastructures peut être observée sur les différentes représentations cartographiques du territoire : la carte de Cassini (XVIIIe siècle), la carte d'état-major (1820-1866) et les cartes ou photos aériennes de l'IGN pour la période actuelle (1950 à aujourd'hui).

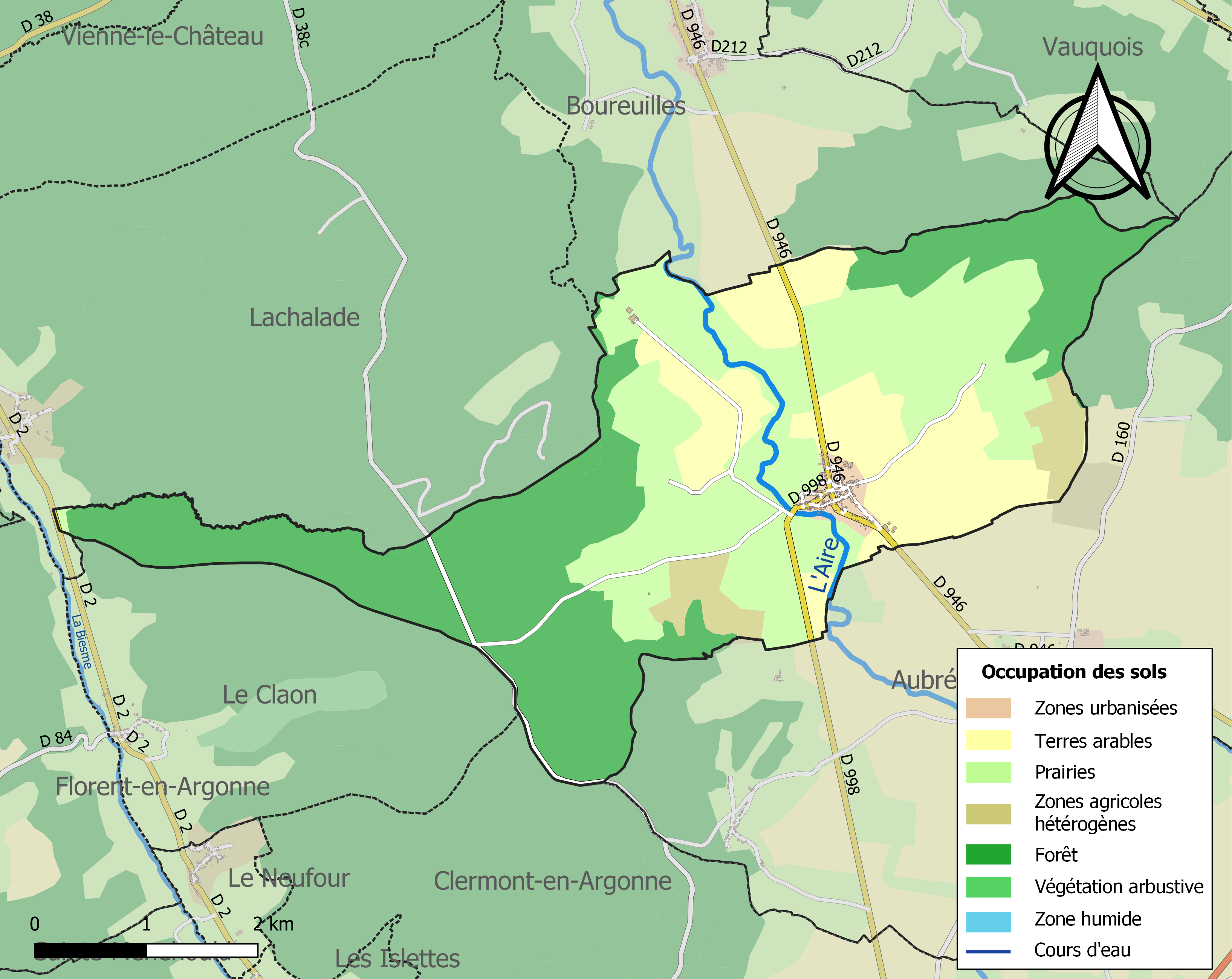
Carte des infrastructures et de l'occupation des sols de la commune en 2018 (CLC).

## Toponymie
Le nom de la localité est attesté sous les formes Nuvilleniacum (1049) ; Nivillei (1049) ; Nivilliacum (1127) ; Nivilli (1160) ; Novillari (1208) ; Nivilley (1226) ; In terragiis de Nivellei (1269) ; Nevelley (1389) ; Nevilly (1397) ; Neuilly (1549) ; Neufvilly (1564) ; Neuvilliers (1571) ; Neuvilleyum (1642) ; Neuvillier, de Novovillari (1738).

Nuvilleniacum, Nivillei en 1049 serait issu du latin novellus « nouveau », servant à nommer un défrichement, un nouvel établissement. On pourrait le rapprocher au toponyme de Nivillac en Bretagne.
L'Argonne est une région naturelle de la France, qui chevauche les départements de la Marne, des Ardennes et de la Meuse, à l'est du bassin parisien.
- Abancourt : Habencurt au XIIIe siècle, Aboncourt en 1656, Haboncour en 1700.

## Politique et administration
| Période                                  | Période      | Identité         | Étiquette | Qualité          |
| ---------------------------------------- | ------------ | ---------------- | --------- | ---------------- |
| Les données manquantes sont à compléter. |              |                  |           |                  |
| mars 2001                                | juillet 2020 | Alain Jeannesson |           |                  |
| Juillet 2020                             | En cours     | Salvatore Crea   |           | Ouvrier qualifié |

## Population et société

### Démographie
L'évolution du nombre d'habitants est connue à travers les recensements de la population effectués dans la commune depuis 1793. Pour les communes de moins de 10 000 habitants, une enquête de recensement portant sur toute la population est réalisée tous les cinq ans, les populations de référence des années intermédiaires étant quant à elles estimées par interpolation ou extrapolation. Pour la commune, le premier recensement exhaustif entrant dans le cadre du nouveau dispositif a été réalisé en 2007.

En 2022, la commune comptait 227 habitants, en évolution de +4,13 % par rapport à 2016 (Meuse : −4,4 %, France hors Mayotte : +2,11 %).
| 1793 | 1800 | 1806 | 1821 | 1831 | 1836 | 1841 | 1846 | 1851 |
| ---- | ---- | ---- | ---- | ---- | ---- | ---- | ---- | ---- |
| 696  | 708  | 730  | 687  | 743  | 763  | 738  | 721  | 780  |

| 1856 | 1861 | 1866 | 1872 | 1876 | 1881 | 1886 | 1891 | 1896 |
| ---- | ---- | ---- | ---- | ---- | ---- | ---- | ---- | ---- |
| 715  | 731  | 735  | 674  | 681  | 657  | 658  | 639  | 647  |

| 1901 | 1906 | 1911 | 1921 | 1926 | 1931 | 1936 | 1946 | 1954 |
| ---- | ---- | ---- | ---- | ---- | ---- | ---- | ---- | ---- |
| 553  | 508  | 505  | 337  | 423  | 334  | 334  | 270  | 285  |

| 1962 | 1968 | 1975 | 1982 | 1990 | 1999 | 2006 | 2007 | 2012 |
| ---- | ---- | ---- | ---- | ---- | ---- | ---- | ---- | ---- |
| 290  | 270  | 225  | 214  | 200  | 199  | 204  | 205  | 214  |

| 2017 | 2022 | - | - | - | - | - | - | - |
| ---- | ---- | - | - | - | - | - | - | - |
| 216  | 227  | - | - | - | - | - | - | - |

### Enseignement
- École primaire de Neuvilly-en-Argonne, jumelée avec l’école primaire Audelon-Bethsy de Deshaies[22].

## Culture locale et patrimoine

### Lieux et monuments
- Église Saint-Pierre-et-Saint-Paul, restaurée après la Première Guerre mondiale, qui repose sur les fondations de l'ancien édifice
- Château et ferme d'Abancourt.

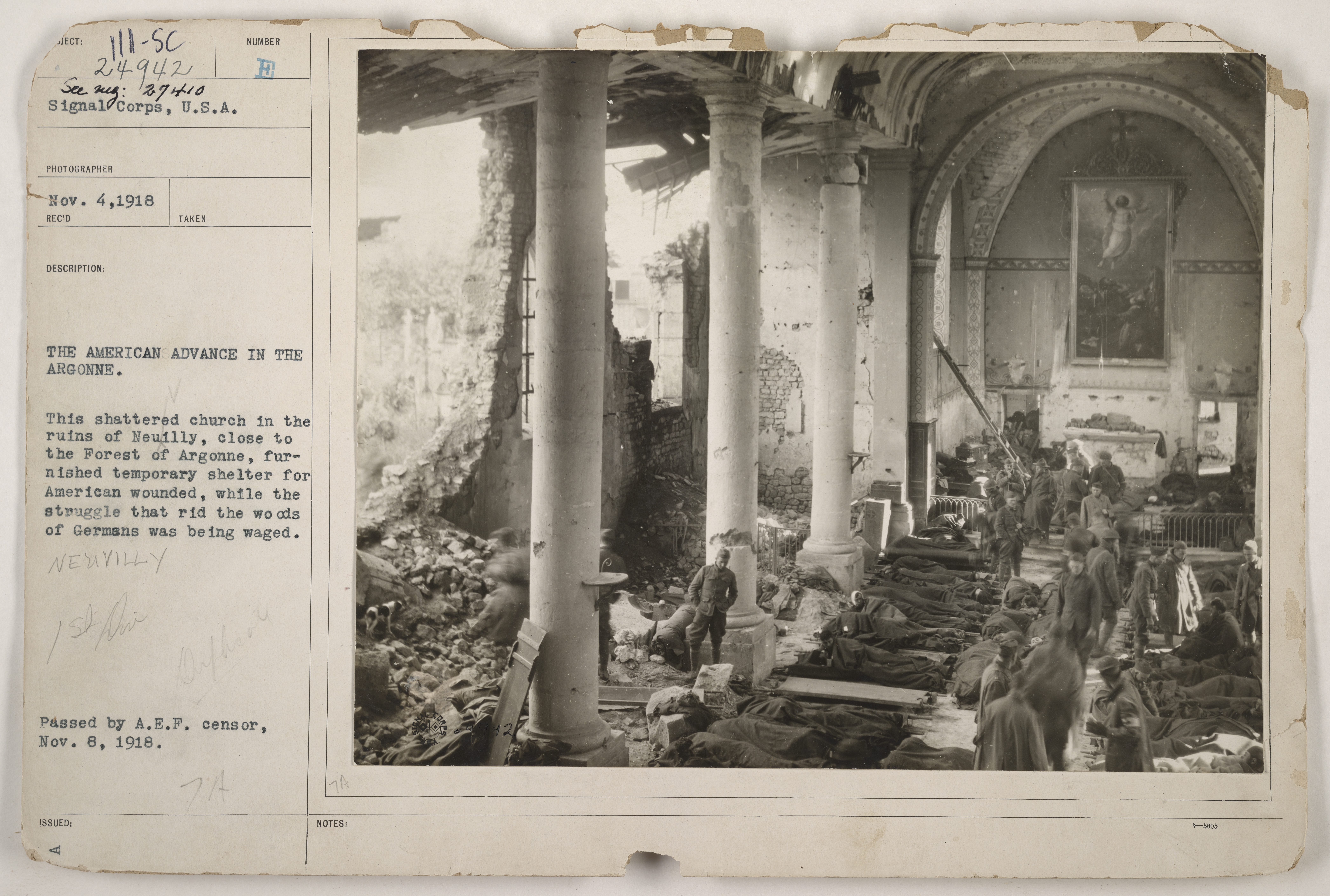
L'église endommagée et utilisée comme hôpital par les américains lors de la Grande guerre, 4 novembre 1918, N.A.R.A..

- Monument aux morts : ce monument  est financé par la Guadeloupe, sa marraine lors de la Grande Guerre, et est inauguré, le 16 mai 1926, par Raymond Poincaré[23],[24].

### Héraldique
| Blason de Neuvilly-en-Argonne | Blason  | Écartelé, la ligne du coupé crénelée de trois merlons : au 1er d'or à la fasce ondée d'azur, au 2e de gueules au soleil non figuré de trente-deux rais d'or, au 3e de gueules au coq d'or, au 4e d'or au tourteau d'azur éclaté en croix et enfermé dans un annelet du même éclaté en sautoir. |
| Blason de Neuvilly-en-Argonne | Détails | Création de D. Lacorde et D. Larcher. Adopté en décembre 2013. |